# Bundesstraße R
Pour les articles homonymes, voir Route R.
La Bundesstraße R est une ancienne Bundesstraße à Berlin.

## Historique
D'une longueur totale d'environ 24 kilomètres, elle allait du poste-frontière de Bösebrücke dans le district de Wedding à la Silbersteinstraße dans l'arrondissement de Neukölln et est progressivement remplacée par la Bundesautobahn 100 (alors : A 10) en 1987.

## Parcours
- Poste-frontière de Bösebrücke
- Bornholmer Straße
- Osloer Straße
- Seestraße
- Stadtring
- Detmolder Straße
- Wexstraße
- Ebersstraße (jusqu'à l'achèvement du tunnel de l'Innsbrucker Platz)
- Sachsendamm
- Schöneberger Straße
- Alt-Tempelhof
- Germaniastraße
- Oberlandstraße
- Silbersteinstraße
- Angle de la Silbersteinstraße-Hermannstraße